# Harald Fernström
Harald Fernström, född 22 juli 1852 i Skara, död 28 februari 1928 i Skogstorp, Fors socken, Södermanland, var en svensk uppfinnare och företagare.
Harald Fernström var son till rådmannen Johan Gustaf Fernström. Han utbildade sig till ingenjör vid Slöjdskolan i Stockholm 1865–1868 och reste därefter till Sankt Petersburg där han 1869–1872 arbetade vid en metallfabrik. Han var 1872–1875 konstruktör vid Ludvig Nobels mekaniska verkstad men reste 1875 Nafta Produktions Gesellschaft Gebrüder Nobel till Baku, där han ritade och byggde firmans fotogenfabrik. 1877–1881 var han anställd vid Rederi AB Kavkaz i Merkurs kaspiskahavsflotta, de senare åren som överingenjör och löste där bland annat problemen med att transportera Michail Skobeljevs armé från västra till östra sidan av Kaspiska havet. 1881–1886 var Fernström förvaltare vid Tagief–Amirovs mekaniska verkstad i Baku. 1886 byggde han en skeppsdocka i staden, "Bakinska dockan", som han förestod till 1891. Fernström var 1891–1900 chefsassistent vid Nobels anläggningar på Balakhanis oljefält utanför Baku och 1900–1905 chef för den armeniska firman Bröderna Tomajevs naftaborrningar där. Han uppfann en metod att cementera de vattendränkta oljebrunnarna för att därigenom befria dem från vatten och sand. Han gjorde även ett flertal andra viktiga uppfinningar och konstruktioner vid oljefälten. Från 1903 vistades han först i Schweiz, sedan i Sverige, där han 1910–1920 var konstruktör vid Eskilstuna Fabriks AB.